# Heterolepidoderma grandiculum
Heterolepidoderma grandiculum är en djurart som tillhör fylumet bukhårsdjur, och som beskrevs av Mock 1979. Heterolepidoderma grandiculum ingår i släktet Heterolepidoderma och familjen Chaetonotidae. Inga underarter finns listade i Catalogue of Life.